# Alan Shugart
Alan F. Shugart (Los Angeles, 27 settembre 1930 – San Jose, 12 dicembre 2006) è stato un informatico e imprenditore statunitense.
È stato un innovatore e un leader dell'industria dei dischi rigidi.
Nato a Los Angeles (USA), cominciò la sua carriera presso l'IBM a San José (California), e diventò il responsabile dei prodotti di storage, l'unità più redditizia per la IBM a quel tempo. Tra i diversi gruppi di lavoro che collaborarono con Shugart a quel tempo c'era anche il team che inventò il floppy disk.
A lui si devono l'interfaccia SA 505, su cui si sono basate le prime interfacce commerciali di personal computer di basso livello, e l'interfaccia SASI (successivamente rinominata SCSI).
È stato il fondatore di Shugart Associates nel 1973. Successivamente, nel 1979, Shugart e Finis Conner fondarono Shugart Technology, che presto cambiò il nome in Seagate Technology. Con Shugart come amministratore delegato, Seagate divenne il maggior produttore di dischi rigidi al mondo. Si dimise dalle sue cariche societarie nel luglio 1998.
Shugart morì il 12 dicembre 2006 a San José per le complicazioni successive a un'operazione al cuore subita sei settimane prima.